# زویی بلاف
زویی بلاف (متولد ۱۹۵۸) هنرمندی است که در نیویورک زندگی می‌کند و عمدتاً در زمینه‌های هنر چیدمان، فیلم‌سازی و نقاشی فعالیت می‌کند.

## زندگی‌نامه
زویی بلاف در ادیبرو، اسکاتلند بزرگ شد. در سال ۱۹۸۰ به نیویورک نقل مکان کرد و چند سال بعد موفق به دریافت مدرک کارشناسی ارشد در رشته فیلم از دانشگاه کلمبیا شد. یکی از آثار اولیه او در سال ۱۹۸۶، اقتباس فیلمی غیرمجاز از رمان جی. جی. بالارد به نام تصادف بود که یک فیلم کوتاه به نام فرشته شب بود و او این فیلم را به همکاری با سوزان امرلینگ ساخت.
کارهای بلاف به شدت با تاریخ درگیر است و گاهی او را در زمینه باستان‌شناسی رسانه قلمداد می‌کنند. او معمولاً آثارش را طوری می‌سازد که در گذشته دخالت می‌کنند و فناوری‌ها، مفاهیم و مواد جدید و قدیم را در روایت‌هایی که واقعیت و خیال را در هم می‌آمیزند، به هم می‌بندد. او به‌ویژه به تاریخ روان‌تحلیلگری و پدیده‌های فراطبیعی علاقه دارد. در دهه ۱۹۹۰، او سریالی وبی به نام فراز (Beyond) ساخت تا با تعاملات ممکن میان ذهن، فناوری، فراطبیعی، الکترومغناطیس، زبان و تمایلات بازی کند. یکی از بزرگ‌ترین پروژه‌های او مجموعه آثاری است که حول جامعه روان‌تحلیل‌گری آماتور خیالی او در اوایل قرن بیستم در کانی آیلند و «بنیان‌گذار» آن، آلبرت گراس، ساخته شد که در سال ۲۰۱۰ در گالری ویکتور ویند در لندن به نمایش درآمد.
همکاران بلاف شامل جان کِیل (در فیلمی از ۱۹۸۹ به نام آمریکا سرزمین عجایب)، گروه ووستر—به‌ویژه بازیگر کیت والک—و منتقد فرهنگی نورمن م. کلاین بوده‌اند. در سال ۱۹۹۶، گروه ووستر از او خواست تا یک پروژه سی‌دی‌روم ماهواره‌ای بسازد که از اثر نمایشی‌شان «خانه/چراغ‌ها» الهام گرفته باشد (این اثر نیز از نمایشنامه‌ی «دکتر فاستوس چراغ‌ها را روشن می‌کند» نوشته‌ی گرترود اشتاین برگرفته شده بود). بلاف «کجا کجا آنجا آنجا کجا» را به‌عنوان مجموعه‌ای از پانوراماهای متحرک ایجاد کرد که پیشرفت تکنولوژیکی کامپیوتر در قرون ۱۹ و ۲۰ را نشان می‌داد. او به متن‌های اشتاین نه به‌عنوان یک داستان، بلکه به‌عنوان «مجموعه‌ای از عملیات‌های منطقی» نگاه کرد و از آن‌ها به‌عنوان نوعی کد برای کنترل حرکت پانوراماها استفاده کرد.
در سال ۲۰۱۲، در پاسخ به جنبش وال‌استریت، بلاف نسخه‌ای از نمایشنامه برتولت برشت به نام روزهای کمون را کارگردانی کرد. بلاف با همکاری فیلمبردار اریک موزی، نمایشنامه را در مکان‌های مختلفی در نیویورک سیتی اجرا کرد و هر روز یک صحنه را در مکان‌های محبوب تجمع مانند پارک زوکوتی، یک باغ جامعه در محله ایست ویلیج، و پله‌های کتابخانه عمومی نیویورک به نمایش گذاشت.
بلاف چندین کتاب منتشر کرده است. کتاب «سرزمین رؤیاها: جامعه روان‌تحلیل‌گری آماتور کانی آیلند و دایره آن‌ها» (۲۰۰۹) تاریخچه این جامعه را از بازدید واقعی زیگموند فروید در سال ۱۹۰۹ از کانی آیلند تا دهه ۱۹۷۰ توضیح می‌دهد. کتاب «آلبرت گراس: ماجراهای یک رویاپرداز» (۲۰۱۰) نمونه اولیه یک کمیک بوک است که توسط بنیان‌گذار این جامعه، آلبرت گراس، نوشته شده است. کتاب «خوابگردها: مجموعه‌ای از منابع» (۲۰۰۸) مجموعه‌ای از مقالات و منابع است که الهام‌بخش یک نصب ویدیویی بوده که به بررسی فکیشن روان‌تحلیلی اواخر قرن ۱۹ در مورد مفهوم هیستری می‌پردازد.
کارهای بلاف در سطح بین‌المللی شناخته شده‌اند، با نمایشگاه‌هایی در موزه هنر آمریکایی ویتنی (نیویورک)، موزه هنر مدرن (نیویورک)، مرکز پومپیدو (پاریس)، موزه هنر معاصر آنتورپ، موزه سانتا فه و موزه بین‌المللی علم جراحی در شیکاگو. او در بی‌ینال ویتنی ۲۰۰۲ و بی‌ینال آتن ۲۰۰۹ شرکت کرده است. او جایزه بنیاد هنرهای معاصر برای هنرمندان (۱۹۹۷) را دریافت کرده است و از طرف بورسیه گوگنهایم (۲۰۰۳) مفتخر شده است. او استاد در دپارتمان‌های مطالعات رسانه و هنر در دانشگاه کویینز در نیویورک سیتی است.